# تپه محمد ریش
تپه محمد ریش مربوط به سدهٔ ۸ ه.ق است و در شهرستان زابل، بخش مرکزی روستای هفت آباد واقع شده و این اثر در تاریخ ۱۰ دی ۱۳۸۱ با شمارهٔ ثبت ۶۷۵۱ به‌عنوان یکی از آثار ملی ایران به ثبت رسیده است.